# マリッツァ・コレイア

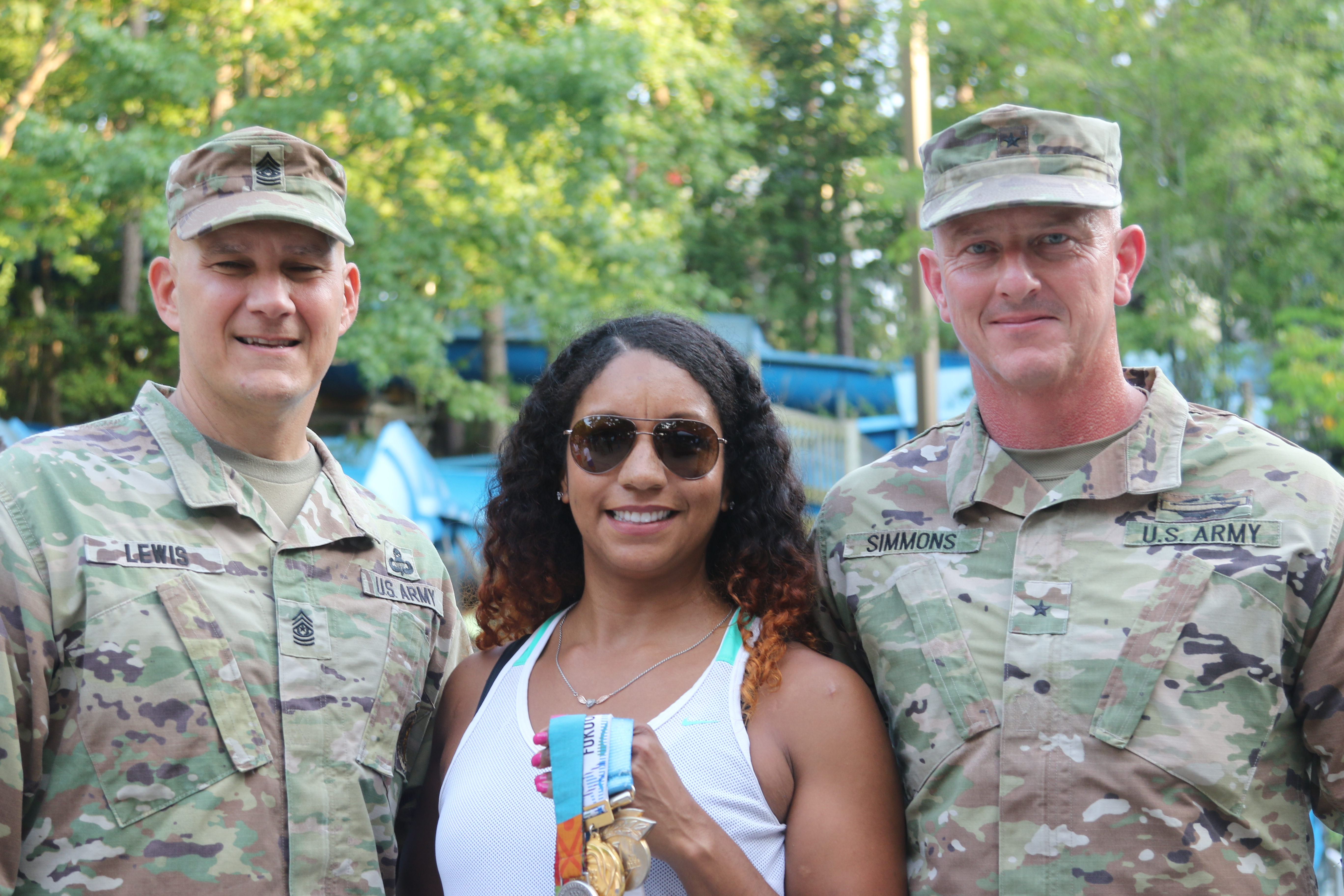
2018年

マリッツァ・コレイア（Maritza Correia、1988年12月11日 - ）は、プエルトリコ・サンフアン出身の元女子競泳選手。専門は自由形。競泳においてオリンピックのメダル獲得と世界記録（及びアメリカ記録）樹立を達成した史上初のアメリカ黒人女子選手であり、オリンピックのアメリカ代表に選ばれた史上初の黒人女子選手である。結婚後はマリッツァ・マクレンドン（Maritza McClendon）として知られる。

## 経歴

### 生い立ち
ガイアナ人の両親であるヴィンセントとアンの下、プエルトリコのサンフアンに3人兄妹の末っ子として生まれる。水泳を始めたきっかけは7歳の時に医師から重度の脊柱側弯症と診断され、治療のために水泳か体操を勧められたからだった。9歳の時に家族でアメリカ合衆国のタンパに移住し、兄ジャスティンの背中を追ってブランドン・ブルーウェーブスイムクラブ（Brandon Blue Wave Swim Club）に入会した。

### 高校時代
高校はタンパ・ベイ工業高校に進学すると、18歳以下のカテゴリーにおいて50m自由形の全米チャンピオンに輝いたほか、100m自由形の4回を含む5つの種目で計6回フロリダ州チャンピオンに輝くなど輝かしい実績を残した。

### 大学時代
1999年、全額の奨学金を得てジョージア大学に進学し、同大学初のアメリカ黒人競泳選手となった。
2000年3月、NCAA選手権（全米学生選手権）400mメドレーリレー決勝でジョージア大学の第4泳を務め、第1泳のコートニー・シーリー、第2泳のクリスティ・コワル、第3泳のキーガン・ウォークリー（Keegan Walkley）と共に3分57秒46の短水路世界新記録（当時）を樹立した。これによりコレイアは世界記録及びアメリカ記録を保持する史上初のアメリカ黒人女子選手となった。
2000年、全米オリンピック選考会では代表入りの最有力候補だったにもかかわらず、100m自由形で18位、200m自由形で34位に終わった。その結果5,6ヶ月鬱状態に陥り、コレイアは本気で現役引退を考えたが、コーチやチームメイト、母親の説得や励ましによって4年後のオリンピック出場を目指すことにした。
2002年、NCAA選手権50y自由形で21秒69を記録し、エイミー・ヴァン・ダイケンの持つアメリカ記録21秒77を塗り替えて優勝した。これによりコレイアは個人種目のアメリカ記録を保持する史上初の黒人女子選手となった。コレイアは100y自由形でもジェニー・トンプソンの持つアメリカ記録47秒61を塗り替える47秒56で優勝したほか、200yフリーリレーと400yフリーリレーでもアメリカ新記録樹立と優勝に貢献して4冠を達成した。
大学在籍中にNCAAタイトルを11回獲得、オール・アメリカに27回選出、男女通じて史上初のカンファレンス選手権自由形全種目優勝など輝かしい実績を残し、2005年に社会学の学位を取得して卒業した。
- NCAAタイトル[14]
  - 2000年 - 200m自由形、400mフリーリレー、400mメドレーリレー
  - 2001年 - 800yフリーリレー
  - 2002年 - 50y自由形、100y自由形、200yフリーリレー、400yフリーリレー
  - 2003年 - 50y自由形、100y自由形、200yフリーリレー

- カンファレンス選手権（SEC選手権）の自由形全種目優勝[14]
  - 50y自由形 - 2002年、2003年
  - 100y自由形 - 2001年、2002年、2003年
  - 200y自由形 - 2000年
  - 500y自由形 - 2000年
  - 1650y自由形 - 2000年

### 2001年世界選手権
福岡で開催された世界選手権に出場すると、4×100mフリーリレー決勝で第3泳を務め（スプリットタイム54秒94）、第1泳のコリーン・ラン（56秒15）、第2泳のエリン・フェニックス（54秒68）、第4泳のコートニー・シーリー（55秒03）と共に銀メダルを獲得した。リンゼイ・ベンコが膝を故障したため出番が回ってきた100m自由形では準決勝に進出し、8位と0秒17差の9位で惜しくも決勝進出を逃した。4×100mメドレーリレーでは予選で第4泳を務めて全体2位での決勝進出に貢献した。予選だけの出場に終わったがアメリカが2位に入ったためコレイアも銀メダルを獲得した。

### 2003年世界選手権
バルセロナで開催された世界選手権の4×100mフリーリレー予選に出場し、第4泳を務めて全体6位での決勝進出に貢献した。予選だけの出場に終わったがアメリカが優勝したためコレイアも金メダルを獲得した。これによりコレイアは世界選手権で金メダルを獲得した史上初のアメリカ黒人女子選手となった。

### 2004年全米オリンピック選考会
100m自由形で54秒77の4位（2位と0秒35差）、50m自由形で25秒15の3位（2位と0秒04差）となり、この結果アテネオリンピック4×100mフリーリレーのアメリカ代表に選出された。過去にオリンピック競泳アメリカ代表に選出された黒人選手は2000年シドニー大会のアンソニー・アービン（男子選手）しかおらず、コレイアはオリンピック競泳アメリカ代表に選出された史上初の黒人女子選手となった。

### 2004年オリンピック
アテネで開催されたオリンピックの4×100mフリーリレー予選に出場すると、第4泳を務めて54秒74のスプリットタイムをマークし、第1泳のアマンダ・ウィアー（54秒50）、第2泳のコリーン・ラン（55秒42）、第3泳のリンゼイ・ベンコ（54秒80）と共に全体2位で決勝に進出した。予選だけの出場に終わったがアメリカが2位に入ったためコレイアも銀メダルを獲得した。これによりコレイアはオリンピックの競泳メダルを獲得した史上初のアメリカ黒人女子選手となった。

### 現役引退
2004年アテネオリンピックの前から始まっていたという肩の痛みにキャリア終盤は悩まされながらも競技を続けていたが、2007年を最後に現役を引退した。

## 水泳の普及活動
シグマ・ガンマ・ローのメンバーであるコレイアはSwim 1922のスポークスウーマンを2013年から務めている。Swim 1922はシグマ・ガンマ・ローとアメリカ水泳連盟が提携して2012年に立ち上げたプログラムで、全米各地で黒人などの有色人種に水泳のレッスンを行い溺死率を低下させることを目標としている。

## 人物・家族
- ニックネームはリッツ（Ritz）[4]。
- 両親と祖父母はガイアナ出身で[25]、両親はコレイアが生まれる前年にガイアナからプエルトリコに移住した[1]。母のアンはガイアナでテニスをし、父のヴィンセントはボート競技に参加していた[4]。ヴィンセントは前立腺癌で67歳の時に亡くなった[5]。
- 2010年にチャドウィック・マクレンドンと結婚し2人の子供を授かる[1]。チャドウィックはジョージア大学の砲丸投と円盤投の元陸上選手[4]。

## 成績

### 世界大会
世界水泳連盟のウェブサイト参照
| 年                 | 大会               | 場所               | 種目                 | 結果               | 記録               | 泳順               | 備考               |
| アメリカ合衆国代表 | アメリカ合衆国代表 | アメリカ合衆国代表 | アメリカ合衆国代表   | アメリカ合衆国代表 | アメリカ合衆国代表 | アメリカ合衆国代表 | アメリカ合衆国代表 |
| ------------------ | ------------------ | ------------------ | -------------------- | ------------------ | ------------------ | ------------------ | ------------------ |
| 1999               | 世界短水路選手権   | 香港               | 100m自由形           | 準決勝13位         | 55秒42             |                    |                    |
| 1999               | 世界短水路選手権   | 香港               | 200m自由形           | 予選19位           | 2分02秒25          |                    |                    |
| 1999               | 世界短水路選手権   | 香港               | 400m自由形           | 予選20位           | 4分19秒64          |                    |                    |
| 1999               | 世界短水路選手権   | 香港               | 800m自由形           | 4位                | 8分43秒11          |                    |                    |
| 1999               | 世界短水路選手権   | 香港               | 4x100mフリーリレー   | 予選失格           | DSQ                | 4泳                |                    |
| 1999               | 世界短水路選手権   | 香港               | 4x200mフリーリレー   | 8位                | 8分13秒64          | 1泳                |                    |
| 1999               | 世界短水路選手権   | 香港               | 4x100mメドレーリレー | 予選10位           | 4分12秒11          | 4泳                |                    |
| 2001               | 世界選手権         | 福岡               | 100m自由形           | 準決勝9位          | 55秒60             |                    |                    |
| 2001               | 世界選手権         | 福岡               | 4x100mフリーリレー   | 銀メダル           | 3分40秒80          | 3泳                |                    |
| 2001               | 世界選手権         | 福岡               | 4x200mフリーリレー   | 予選4位            | 8分05秒02          | 4泳                | [ 注釈 1 ]         |
| 2001               | 世界選手権         | 福岡               | 4x100mメドレーリレー | 予選2位            | 4分05秒07          | 4泳                |                    |
| 2003               | 世界選手権         | バルセロナ         | 4x100mフリーリレー   | 予選6位            | 3分43秒14          | 4泳                |                    |
| 2004               | オリンピック       | アテネ             | 4x100mフリーリレー   | 予選2位            | 3分39秒46          | 4泳                |                    |
| 2004               | 世界短水路選手権   | インディアナポリス | 4x100mフリーリレー   | 予選1位            | 3分37秒76          | 2泳                |                    |
| 2005               | ユニバーシアード   | イズミル           | 50m自由形            | 金メダル           | 25秒38             |                    | [ 27 ]             |
| 2005               | ユニバーシアード   | イズミル           | 4x100mフリーリレー   | 金メダル           | 3分43秒97          | 2泳                | 大会記録           |
| 2005               | ユニバーシアード   | イズミル           | 4x100mメドレーリレー | 金メダル           | 4分07秒00          | 4泳                | [ 27 ]             |
| 2006               | 世界短水路選手権   | 上海               | 50m自由形            | 8位                | 25秒23             |                    |                    |
| 2006               | 世界短水路選手権   | 上海               | 100m自由形           | 銅メダル           | 53秒54             |                    |                    |
| 2006               | 世界短水路選手権   | 上海               | 4x100mフリーリレー   | 4位                | 3分37秒70          | 1泳                |                    |
| 2006               | 世界短水路選手権   | 上海               | 4x100mメドレーリレー | 銀メダル           | 3分55秒65          | 4泳                |                    |

### 全米オリンピック選考会
| 年   | 場所               | 種目       | 結果     | 記録      | 備考 | 脚注   |
| ---- | ------------------ | ---------- | -------- | --------- | ---- | ------ |
| 2000 | インディアナポリス | 100m自由形 | 予選18位 | 56秒86    |      | [ 28 ] |
| 2000 | インディアナポリス | 200m自由形 | 予選34位 | 2分04秒59 |      | [ 28 ] |
| 2000 | インディアナポリス | 400m自由形 | 予選51位 | 4分24秒04 |      | [ 28 ] |
| 2004 | ロングビーチ       | 50m自由形  | 銅メダル | 25秒15    |      | [ 29 ] |
| 2004 | ロングビーチ       | 100m自由形 | 4位      | 54秒77    |      | [ 29 ] |
| 2004 | ロングビーチ       | 200m自由形 | 予選42位 | 2分04秒72 |      | [ 29 ] |

## 記録

### 樹立した短水路世界記録
|   | 種目                 | 記録      | 日付          | 泳順                                                                                        | 大会       | 場所               | 備考       | 脚注  |
| - | -------------------- | --------- | ------------- | ------------------------------------------------------------------------------------------- | ---------- | ------------------ | ---------- | ----- |
| 1 | 4x100mメドレーリレー | 3分57秒46 | 2000年3月17日 | 1.コートニー・シーリー 2.クリスティ・コワル 3.キーガン・ウォークリー 4.マリッツァ・コレイア | NCAA選手権 | インディアナポリス | 元世界記録 | [ 7 ] |

### 樹立した短水路アメリカ記録（個人種目）
|   | 種目       | 記録   | 日付          | 大会       | 場所         | 備考           | 脚注          |
| - | ---------- | ------ | ------------- | ---------- | ------------ | -------------- | ------------- |
| 1 | 50y自由形  | 21秒69 | 2002年3月21日 | NCAA選手権 | オースティン | 元アメリカ記録 | [ 9 ] [ 30 ]  |
| 2 | 100y自由形 | 47秒56 | 2002年3月23日 | NCAA選手権 | オースティン | 元アメリカ記録 | [ 10 ] [ 30 ] |
| 3 | 100y自由形 | 47秒29 | 2003年3月22日 | NCAA選手権 | オーバーン   | 元アメリカ記録 | [ 31 ] [ 30 ] |

### 自己ベスト
世界水泳連盟とSwimRankings.net参照
| 種目       | 記録      | 日付          | 大会                   | 場所                   | 備考   |
| 長水路     | 長水路    | 長水路        | 長水路                 | 長水路                 | 長水路 |
| ---------- | --------- | ------------- | ---------------------- | ---------------------- | ------ |
| 50m自由形  | 25秒15    | 2004年7月7日  | 全米オリンピック選考会 | ロングビーチ           |        |
| 100m自由形 | 54秒77    | 2004年7月7日  | 全米オリンピック選考会 | ロングビーチ           |        |
| 200m自由形 | 2分02秒08 | 2002年8月12日 | 全米選手権             | フォートローダーデール |        |
| 短水路     |           |               |                        |                        |        |
| 50m自由形  | 24秒49    | 2006年4月8日  | 世界短水路選手権       | 上海                   |        |
| 100m自由形 | 53秒54    | 2006年4月7日  | 世界短水路選手権       | 上海                   |        |
| 200m自由形 | 1分57秒33 | 2000年3月16日 | NCAA選手権             | インディアナポリス     |        |